# Alan Davey
Pour les articles homonymes, voir Davey.
Alan Davey (né le 11 septembre 1963 à Ipswich) est un musicien qui a joué dans le groupe de musique Hawkwind à partir de 1984, avec une interruption autour de 1998. Il est en premier lieu bassiste, mais joue également aux claviers et chante sur de nombreux morceaux. Il réalise des créations musicales parallèlement à son travail au sein d'Hawkwind.
Il est également membre fondateur du groupe Gunslinger. 
En 2012 il fonde The Psychedelic Warlords, un groupe de reprises de Hawkwind. Ils se produisent au Roadburn Festival en 2013. En 2015, désireux de composer des morceaux originaux, ils se renomment Eclectic Devils.
Lemmy de Motörhead l'a surnommé " Bass Assassin 2" dans les remerciements du livret de l'album " Orgasmatron "

## Discographie

### Albums solo
- Captured Rotation 1996
- Bedouin 1997
- Chaos Delight 1998
- The Final Call 2001
- Human On The Outside 2007

### demos
- The Elf EP 1987
- Four-Track Mind (Volume 1: 1986 - 1988) 2007
- Four-Track Mind (Volume 2: 1988 - 1990) 2008

### avec Gunslinger
- Earthquake in E minor (Compilations de titres de 1979 à 1982) (Ré-édité en 2008)
- Unlawfull Odds (Nouvel album 2011)

### avec The Psychedelic Warldords
- Disappear in Smoke (live, 2016)